# Гойденко Ярослав Вікторович
Яросла́в Ві́кторович Гойде́нко  — молодший сержант Збройних сил України, учасник російсько-української війни, що відзначився під час російського вторгнення в Україну в 2022 році.

## Життєпис
Ярослав Гойденко народився 26 серпня 1998 року в селі Липняжка Добровеличківського району на Кіровоградщині. Після закінчення загальноосвітньої школи в рідному селі навчався на факультеті лінгвістики та права Чернігівського інституту інформації, бізнесу і права Міжнародного науково-технічного університету, який закінчив 2020 року за спеціальністю «Правознавство». Потім був призваний до лав ЗСУ. У квітні 2021 року був нагороджений медаллю «За військову службу Україні».

## Нагороди
- орден За мужність III ступеня (2022) — за особисту мужність і самовіддані дії, виявлені у захисті державного суверенітету та територіальної цілісності України, вірність військовій присязі[1].
- медаль «За військову службу Україні» (2021) — за особисту мужність і самовіддані дії, виявлені у захисті державного суверенітету та територіальної цілісності України[2].